# Hoa hậu Quốc tế 1980
Hoa hậu Quốc tế 1980 là cuộc thi Hoa hậu Quốc tế lần thứ 20, được tổ chức vào ngày 4 tháng 11 năm 1980 tại Mielparque, Tokyo, Nhật Bản. 42 thí sinh tham gia cuộc thi năm nay. Trong đêm chung kết, Hoa hậu Quốc tế 1979 Melanie Marquez đến từ Philippines đã trao lại vương miện cho người kế nhiệm, cô Lorna Marlene Chavez đến từ Costa Rica.

## Xếp hạng

### Thứ hạng
| Kết quả              | Thí sinh                                      |
| -------------------- | --------------------------------------------- |
| Hoa hậu Quốc tế 1980 | - Costa Rica – Lorna Marlene Chavez           |
| Á hậu 1              | - Hoa Kỳ – Clarissa Ann Ewing                 |
| Á hậu 2              | - Tây Ban Nha – María Agustina García Alcaide |

## Các giải thưởng phụ
| Giải thưởng                 | Thí sinh                              |
| --------------------------- | ------------------------------------- |
| Trang phục dân tộc đẹp nhất | - Costa Rica – Lorna Marlene Chavez   |
| Hoa hậu Thân thiện          | - Nhật Bản – Mayumi Kanbara           |
| Hoa hậu Ảnh                 | - Pháp – Sylvie Hélène Marie Parera   |
| Hoa hậu Thanh lịch          | - Tây Ban Nha – María Agustina García |

## Các thí sinh
- Argentina - Viviana Teresa Reduello
- Úc - Debbie Newsome
- Áo - Manuela Kier
- Bỉ - Ann Claude Phillipps
- Bolivia - Maria Beatriz Landívar Olmos
- Brazil - Fernanda Boscolo de Camargo
- Anh Quốc - Lorraine Davidson
- Canada - Marie Rinaz
- Chile - Mónica Salinas Ruiz
- Colombia - Ana Maria Uribe Giraldo
- Costa Rica - Lorna Marlene Chavez
- Đan Mạch - Jane Margrethe Vinstrup
- Phần Lan - Paula Nieminen
- Pháp - Sylvie Hélène Marie Parera
- Đức - Petra Machalinski
- Hy Lạp - Katerina Manaraki
- Guam - Conchita Sannicolas Taitano
- Hawaii - Desirée Juana Cruz
- Hà Lan - Jacqueline Boutien
- Honduras - Jennifer Bustillo
- Hồng Kông - Hoàng Tĩnh
- Ấn Độ - Ulrike Karen Bredemeyer
- Ireland - Mary Banadeth Hadaman
- Israel - Irit Altmann
- Ý - Angela Marcat
- Nhật Bản - Mayumi Kanbara
- Hàn Quốc - Chung Na-young
- Malaysia - Christina Leong
- Malta - Mari Rieta Violet Milz
- Mexico - Narda Sabag Cianca
- New Zealand - Maria Theresa MacLeudo
- Na Uy - Heidi Louise Oiseth
- Philippines - Diana Jeanne Christine Alegarme Chiong
- Singapore - Jennifer Liong Lai Fong
- Tây Ban Nha - María Agustina García Alcaide
- Thụy Điển - Raili Ranta
- Thụy Sĩ - Jolanda Egger
- Thái Lan - Wanalee Te-meerak
- Thổ Nhĩ Kỳ - Nükhet Vural
- Uruguay - Erna Isabel Alfonso
- Hoa Kỳ - Charissa Ann Ewing
- Venezuela - Grazia Lucía (Graciela) La Rosa Guarnieri

## Chú ý

### Trở lại
- Lần cuối tham gia vào năm 1978:
  -  Malaysia
  -  New Zealand
  -  Thụy Sĩ

### Bỏ cuộc
| - Iceland - Nicaragua | - Bồ Đào Nha - Nam Tư |